# Agop Dilâçar

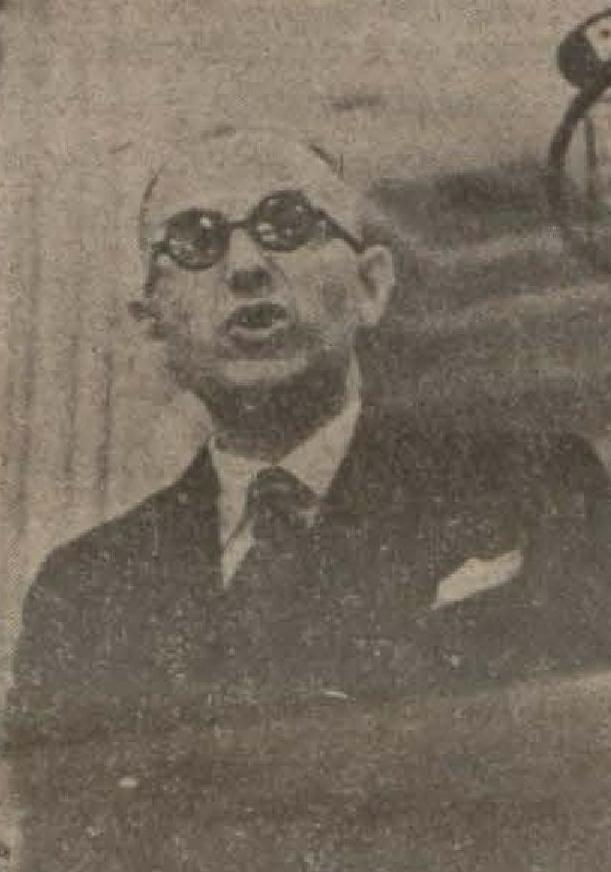
Agop Dilâçar

Agop Dilâçar (* 22. Mai 1895 in Istanbul als Յակոբ Մարթայեան Agop Martayan; † 12. September 1979 ebenda) war ein türkischer Professor und Turkologe armenischer Herkunft. Er arbeitete von 1933 bis zu seinem Tod bei der Türkischen Sprachvereinigung, seit 1934 als Başuzman (Chefsachverständiger), und war von 1941 bis 1960 Chefredakteur der Türkischen Enzyklopädie.

## Herkunft des Namens
Den Namen „Dilâçar“ erhielt er als Familiennamen von Mustafa Kemal Atatürk, dem Gründer der Republik Türkei, für seine Verdienste um die türkische Sprache. „Dilâçar“ ist ein Ehrentitel und bedeutet so viel wie „Befreier der Sprache/Zunge“.

## Leben
Agop Martayan/Dilâçar besuchte in seiner Jugend das renommierte Robert College in Istanbul. Während des Studiums war er schon als Lehrer für armenische Sprache tätig und publizierte in armenischen Zeitungen. Nach Abschluss des Studiums diente er als Offizier in der 2. Armee in Diyarbakır. Er wurde für seine Tapferkeit ausgezeichnet. Aufgrund seiner Englischkenntnisse betätigte er sich als Dolmetscher für die britischen Kriegsgefangenen nach der Belagerung von Kut. Aufgrund geheimer außerdienstlicher Kontaktaufnahme mit den Gefangenen wurde er verhaftet und nach Damaskus abtransportiert. In Damaskus wurde er Mustafa Kemal Pascha (Atatürk) vorgestellt, der damals Befehlshaber der 7. Armee war. Dieser begnadigte den Gesetzesverstoß und zeigte sich von der Intelligenz des jungen Armeniers angetan, sodass er ihn in sein Hauptquartier aufnahm.
Nach Ende seiner Dienstzeit arbeitete er in Beirut als Direktor einer armenischen Schule. Gleichzeitig war er Chefredakteur von Luys, der ersten armenischen Zeitung im Libanon. Er kehrte nach Istanbul zurück und brach von dort mit seiner Frau Meline nach Sofia auf, wo er an der dortigen Universität Alttürkisch (damals auch Uigurisch genannt) lehrte.
Atatürk wurde 1932 durch einen Aufsatz von Agop Dilâçar in der armenischen Zeitung Arevelk erneut auf ihn aufmerksam. Atatürk plante damals die Erneuerung der türkischen Sprache. Er lud ihn zu einer Konferenz über die Erneuerung der türkischen Sprache nach Istanbul ein. Er war ein Stammgast in den feierlich-abendlichen Diskussionsrunden Mustafa Kemals im Çankaya Köşk.
Er wurde auf dem armenischen Friedhof im Istanbuler Ortsteil Şişli beigesetzt.

## Verdienste
Agop Dilâçar lehrte als Professor der Turkologie an der Universität Ankara, er verfasste mehrere wichtige Arbeiten zur türkischen Sprache. Er gilt als wichtiger Mitarbeiter an der türkischen Sprachreform, dessen (spätere) Arbeiten auch wissenschaftliche Ansprüche erheben können. Nach einem Gerücht war Dilâçar sogar die Person, die für den Staatsgründer der Türkei, Mustafa Kemal Pascha, den Nachnamen „Atatürk“ vorschlug. Türkischen Quellen zufolge wurde Saffet Arıkans Satz Ulu Önderimiz Ata Türk Mustafa Kemal („Unser großer Führer und Türkenvater Mustafa Kemal“) in der Eröffnungsrede der „2. Sprache des Tages“ am 26. September 1934 eine Inspiration für den Nachnamen „Atatürk“.

## Werke
- Les bases Bio-Psychologiques de la Théorie Güneş Dil (Güneş Dil Teorisi'nin Biyopsikolojik Kökenleri) (1936)
- Azeri Türkçesi (1950)
- Batı Türkçesi (1953)
- Lehçelerin Yazılma Tarzı
- Türk Dil ve Lehçelerinin Tasnifi Meselesi (1954)
- Devlet Dili Olarak Türkçe (1962)
- Wilhelm Thomsen ve Orhon Yazıtlarının Çözülüşü (1963)
- Türk Diline Genel Bir Bakış (1964)
- Türkiye'de Dil Özleşmesi (1965)
- Dil, Diller ve Dilcilik (1968)
- Kutadgu Bilig İncelemesi (1972)
- Anadili İlkeleri ve Türkiye Dışındaki Uygulamalar (1978)